# Acuerdo preliminar de Noruega y la RSFS de Rusia
El acuerdo preliminar de Noruega y la RSFS de Rusia fue un acuerdo concertado entre los gobiernos soviético y noruego en Christiania (actualmente Oslo) el 2 de septiembre de 1921 para regular sus relaciones. Fue ratificado por el gobierno soviético el 19 de septiembre y por el gobierno noruego el 1 de octubre. El acuerdo entró en vigor el 1 de octubre de 1921 y fue registrado en la Serie de Tratados de la Sociedad de Naciones el 19 de diciembre de 1921.

## Antecedentes
Después de la Revolución de Octubre, el recién establecido gobierno comunista carecía de reconocimiento diplomático por parte de otros gobiernos, ya que todos todavía esperaban el regreso del antiguo gobierno zarista, o una versión más suave de él. La primera misión del nuevo gobierno en el campo diplomático fue sacar al país de la Primera Guerra Mundial, que se produjo en el tratado de paz de Brest-Litovsk, firmado con el Reich alemán y sus aliados el 3 de marzo de 1918, también fue el primer tratado internacional firmado por el estado soviético. Después del final de la Primera Guerra Mundial, el Estado soviético se encontró en una guerra multifrontal con la mayoría de sus vecinos territoriales, una guerra que llegó a un final gradual en 1920-1921. El fin de la guerra extranjera también condujo a un proceso gradual de reconocimiento diplomático del Estado soviético. El gobierno noruego se negó a establecer relaciones diplomáticas con la Rusia soviética en ese momento, pero accedió a un acuerdo temporal para permitir el funcionamiento de los representantes diplomáticos hasta que se establecieran esas relaciones.

## Términos del acuerdo
El preámbulo del acuerdo expresaba claramente la esperanza de "restablecer las relaciones diplomáticas normales".
En el artículo 1, los gobiernos noruego y soviético accedieron a concederse mutuamente el permiso para colocar veinte representantes diplomáticos de cada partido en el otro país.
El artículo 2 disponía que los citados representantes diplomáticos gozarán de plena inmunidad diplomática.
El artículo 3 estipulaba que las delegaciones diplomáticas tendrán plenos poderes legales en el sistema judicial del país en que se encuentren.
El artículo 4 establecía que ambos gobiernos respetarán la inviolabilidad de las propiedades de cada parte en el otro país.
El artículo 5 otorgaba a las delegaciones diplomáticas el derecho de expedir pasaportes a sus nacionales en el otro país.
El artículo 6 definía las reglas de confianza en las comunicaciones entre cada delegación diplomática y su gobierno.
El artículo 7 obligaba a cada uno de los gobiernos signatarios a reconocer los documentos legales emitidos por la otra parte.
El artículo 8 prohibía a las delegaciones diplomáticas intervenir en asuntos internos del país anfitrión.
El artículo 9 exigía la igualdad de trato de los buques mercantes rusos y noruegos al visitar los puertos de la otra parte.
En el artículo 10, ambos gobiernos acordaron restablecer las comunicaciones postales y telegráficas entre los dos países.
En el artículo 11, el gobierno noruego concedió el monopolio total del gobierno soviético del comercio con la Rusia soviética, es decir, excluyó cualquier trato con empresas privadas rusas.
El artículo 12 reconoce el derecho de los nacionales de ambos países a presentar reclamaciones de restitución o compensaciones.
El artículo 13 establece que el acuerdo entrará en vigor después de ser ratificado por ambos gobiernos. Se prevé la renuncia de cualquiera de las partes después de un preaviso de seis meses.
El artículo 14 establece normas para la terminación de las transacciones en caso de renuncia al acuerdo.